# Thales Nederland
Thales Nederland BV (ранее Hollandse Signaalapparaten BV или сокращённо Signaal) — дочерняя компания французской многонациональной компании Thales Group, базирующаяся в Нидерландах.
Фирма была основана как NV Hazemeyer’s Fabriek van Signaalapparaten в 1922 году компаниями Hazemeyer и Siemens & Halske для производства морских систем управления огнём. Во время Второй мировой войны завод компании был захвачен и разграблен немецкой армией; вскоре после окончания войны оставшиеся активы были национализированы правительством Нидерландов, а компания была переименована в NV Hollandsche Signaalapparaten (или сокращённо Signaal). В 1956 году базирующаяся в Нидерландах компания по производству электроники Philips стала основным владельцем Signaal после покупки значительной части акций у правительства. Фирма расширялась на протяжении большей части периода холодной войны, производя различную военно-морскую электронику и системы защиты для ряда клиентов по всему миру.
В 1990 году французский подрядчик по электронике и обороне Thomson-CSF приобрёл Signall у Philips; соответственно, Signaal был переименован в Thomson-CSF Signaal. После переименования Thomson-CSF в Thales в 2000 году компания Thomson-CSF Signaal была переименована в Thales Nederland . В настоящее время компания в основном занимается системами морской обороны, такими как средства бнаружения, радары и инфракрасные системы. Другие области бизнеса включают противовоздушную оборону, связь, оптоэлектронику, криогенные системы охлаждения и навигационные продукты.

## История

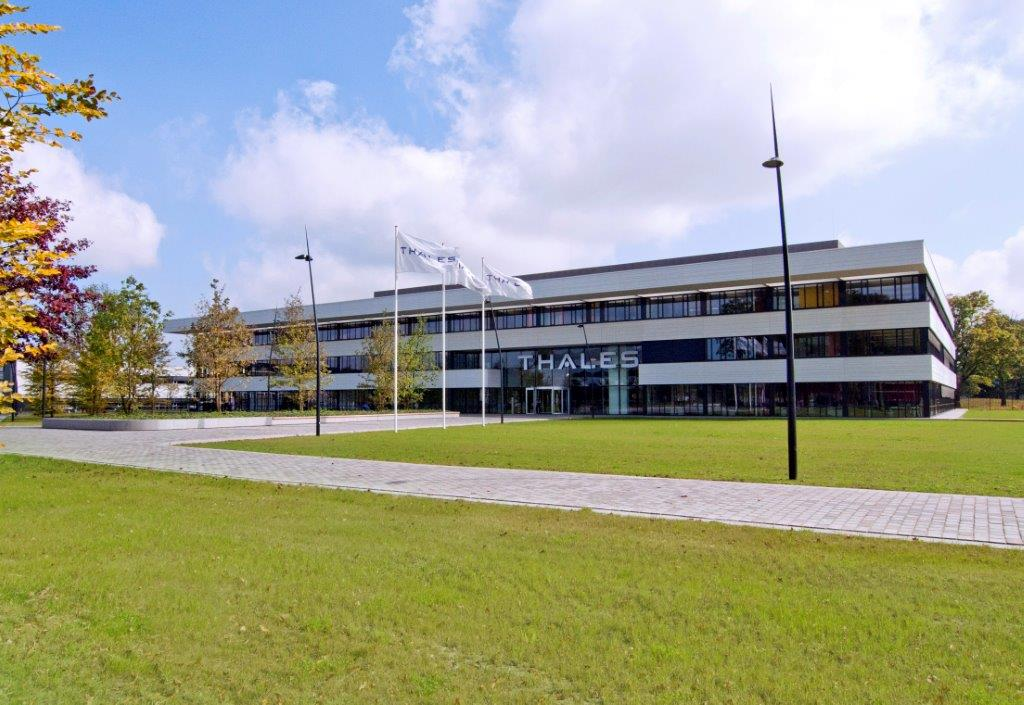
Здание Thales Nederland в Хенгело

Компания была основана в 1922 году в городе Хенгело, в Нидерландах, под названием NV Hazemeyer’s Fabriek van Signaalapparaten как совместое предприятие Hazemeyer и Siemens & Halske. Первоначально специализируясь на разработке морских систем управления огнём, компания была создана в Нидерландах как средство обойти ограничения, наложенные Версальским договором на Германию; существовало конкретное положение, запрещающее любой немецкой компании производить военную технику. Первый крупный контракт, заключённый с компанией, касался производства систем управления огнём для HNLMS Sumatra и HNLMS Java, двух лёгких крейсеров типа «Ява» Королевского флота Нидерландов. В межвоенный период фирма быстро расширялась, приобретая клиентов в зарубежных странах, таких как Швеция, Испания и Греция.
В мае 1940 года, на фоне бурных мировых событий Второй мировой войны, завод компании был практически нетронутым захвачен немецкой армией, вторгшейся в страну во время Голландской операции. Большая часть сотрудников фирмы смогла бежать в Соединённое Королевство, где многие из них нашли применение своему опыту работы с радарами и системами управления. После освобождения Нидерландов и окончания войны большинство предпочло вернуться в страну; сам завод был разграблен и оставлен немцами заброшенным.
В первые послевоенные годы правительство Нидерландов национализировло компанию вместе с оставшимися активами, после чего она работала под названием NV Hollandsche Signaalapparaten (сокращённо Signaal). В конце 1940-х годов были возведены новые здания и сооружения и набран новый персонал. В этот период восстановления было разработано несколько новых технологий и систем в таких областях, как радары, системы управления огнём, компьютеры и аппаратура управления воздушным движением.
В 1956 году большая часть акций компании была куплена у правительства Нидерландов нидерландской компанией по производству электроники Philips, что сделало её мажоритарным владельцем Signaal. В течение следующих десятилетий компания разработала различные новые линейки продуктов. В 1975 году Signaal начала разработку прототипа ЗАК Goalkeeper, автономной системой ПВО самообороны, которая в дальнейшем производиласть в течение более 50 лет. Во второй половине 1980-х годов другая оборонная дочерняя компания Philips под названием Usfa была частично объединена с Signaal и стала называться Signaal USFA.
На протяжении второй половины двадцатого века фирма продолжала расширяться, открывая несколько заводов в Нидерландах. К концу холодной войны Signaal расширилась до такой степени, что у неё были клиенты в 35 странах и более 5000 сотрудников. Однако окончание холодной войны привело к значительному сокращению оборонных бюджетов многих стран, что, в свою очередь, привело к падению потребительского спроса на продукцию Signaal, что вынудило компанию реорганизоваться и сократить штат сотрудников.
В 1990 году Philips решила отказаться от производства оборонного профиля. Таким образом, Signaal был продан французскому подрядчику по электронике и обороне Thomson-CSF. Соответственно, Signaal был переименован в Thomson-CSF Signaal.
После приобретения были разработаны различные новые системы, в основном ориентированные на оборону и средства боевого управления. Компания по-прежнему специализировалась на производстве интегрированных военно-морских систем управления и контроля, датчиков и систем связи, а также наземных систем противовоздушной обороны, телекоммуникационного оборудования и услуг по обучению клиентов по всему миру. Вскоре после переименования Thomson-CSF в Thales в 2000 году компания Thomson-CSF Signaal была переименована в Thales Nederland. С тех пор компания продолжает расширяться и искать новые возможности для бизнеса. В мае 2001 года аэрокосмическая компания EADS Germany и Thales Nederland создали совместное предприятие ET Marinesysteme, базирующееся в Вильгельмсхафене, Германия, для разработки и производства морских боевых систем. Компания участвовала в различных других проектах с EADS, которая с тех пор была переименована в Airbus Group.

## Продукты

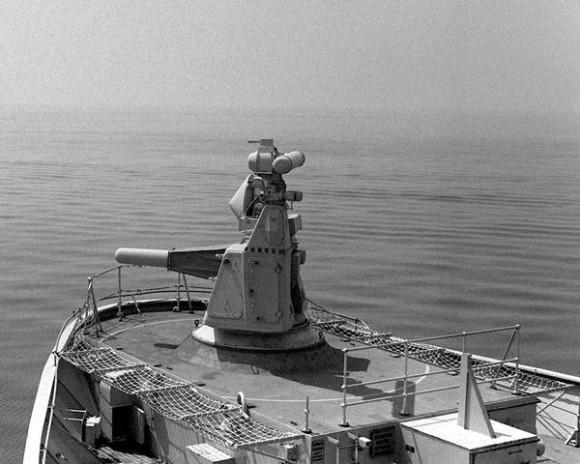
ЗАК «Голкипер» на британском авианосце типа Invincible

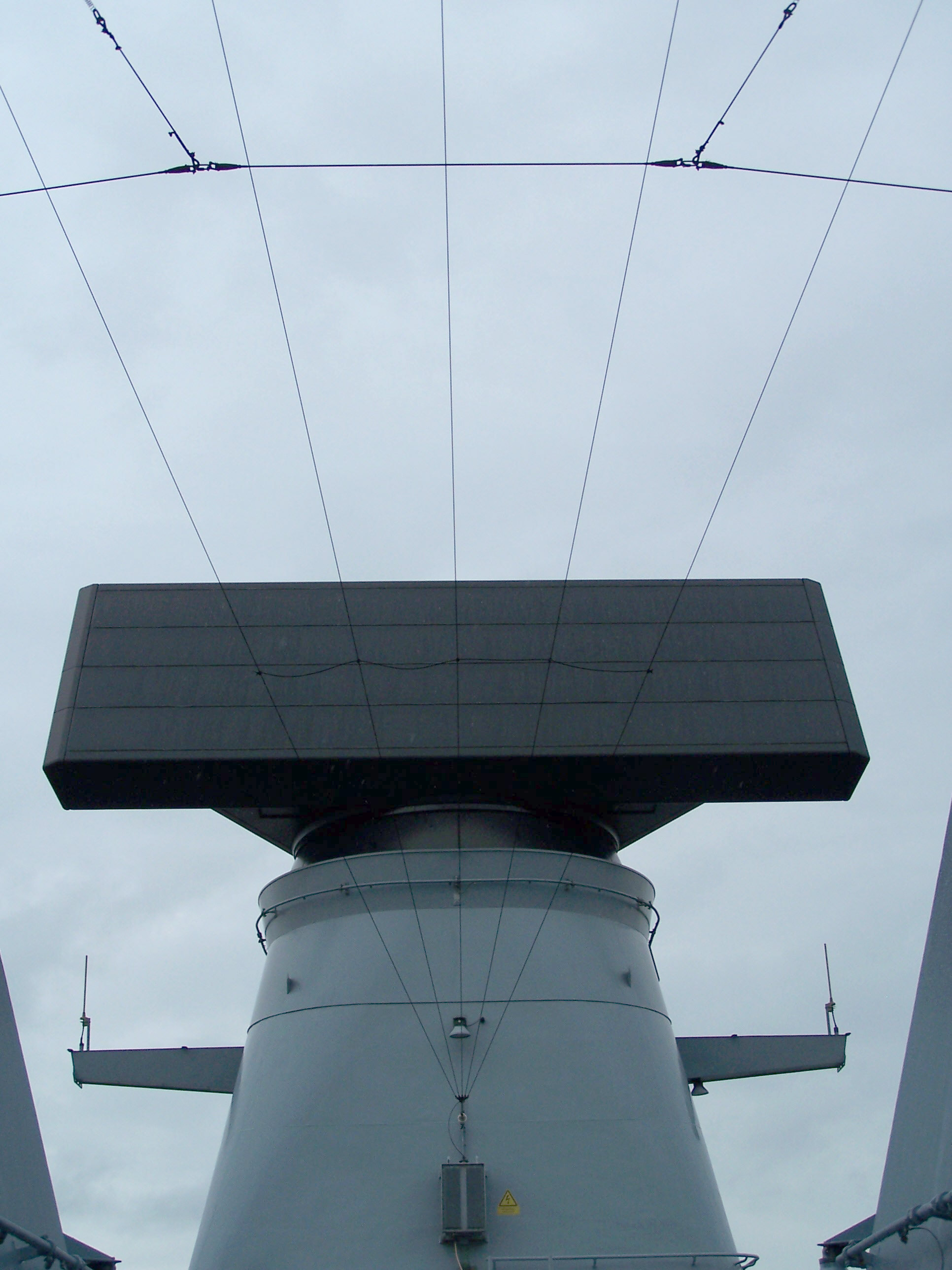
SMART-L на борту F221 «Гессен», немецкого фрегата типа «Заксен»

### Морские системы и датчики
- TACTICOS — система боевого управления
- NS100 — корабельный 3D-радар наблюдения за воздушным и надводным пространством
- SMART-L-EWC — многолучевой 3D радар.[9]
- I-Mast — корпус, в котором размещаются все основные радары, датчики и антенны боевого корабля.
- ЗАК Goalkeeper — автономная и полностью автоматическая система ПВО самообороны[4]
- Gatekeeper — электрооптическая система безопасности
- Многолучевая РЛС Smart-S MK2

### Наземная оборона и C4I
- Sotas Solutions — автомобильная связь
- SQUIRE Ground Surveillance Radar — переносной радар наземного наблюдения средней дальности

### Транспорт
- OV-chipkaart — национальная система чип-карт для общественного транспорта в Нидерландах.